# شینسگائه
شینسگائه (به کره‌ای: 신세계) شرکت خوشه‌ای خرده‌فروشی کره‌ای است، که در زمینه مدیریت زنجیره‌ای از فروشگاه‌های پوشاک، کفش، لوازم آرایشی، کالاهای لوکس، جواهرات و لوازم خانگی، فعالیت می‌کند.
شرکت شینسگائه در سال ۱۹۵۵ به عنوان زیرمجموعه‌ای از گروه سامسونگ تأسیس شد و در دهه ۱۹۹۰ به‌همراه شرکت‌های سی‌جی گروپ و هانسول گروپ از این گروه جدا شد.
در سال ۲۰۰۹ شعبه بوسان شینسگائه، با مساحت ۲۹۳٫۹۰۵ مترمربع، از سوی رکوردهای جهانی گینس به‌عنوان بزرگترین فروشگاه زنجیره‌ای پوشاک در جهان شناخته شد.
دفتر مرکزی این شرکت در شهر سئول، کره جنوبی قرار دارد و بخشی از سهام آن در بازار بورس کره معامله می‌شود.
شرکت شینسگائه هم‌اکنون مالکیت چندین شرکت تابعه را در اختیار دارد، که در حوزه‌های ساخت‌وساز، هتلداری، صنایع غذایی و تجارت فعالیت می‌کنند.